# Justin Eilers
Justin Eilers (* 13. Juni 1988 in Braunschweig) ist ein deutscher Fußballspieler. In der Saison 2015/16 wurde er Torschützenkönig in der 3. Liga.

## Karriere
Eilers begann seine Karriere im Erwachsenenbereich 2006 beim Niedersachsenligisten FT Braunschweig. Ein Jahr später folgte der Wechsel in die zweite Mannschaft von Eintracht Braunschweig. Hier machte Eilers als Torjäger auf sich aufmerksam und rückte während der Saison 2008/09 in den Drittligakader der Eintracht auf. Nach nur neun Kurzeinsätzen in der 3. Liga, in denen ihm kein Tor gelang, verließ Eilers Braunschweig 2009 und schloss sich der zweiten Mannschaft des VfL Bochum an. Nachdem er hier jedoch nicht den Sprung ins Profiteam der Bochumer geschafft hatte, wechselte er zur Saison 2011/12 zum niedersächsischen Oberligisten Goslarer SC 08. Mit 15 Toren in 20 Einsätzen hatte Eilers gleich in seinem ersten Jahr wesentlichen Anteil daran, dass der GSC Meister wurde und in die Regionalliga Nord aufstieg. Im Sommer 2013 wechselte er zum Ligakonkurrenten VfL Wolfsburg II, mit dem er Meister und mit 17 Treffern Dritter in der Torschützenliste wurde.
Am 20. Juni 2014 gab der Drittligist Dynamo Dresden die Verpflichtung von Eilers bekannt. Während seiner ersten Spielzeit im Dynamo-Trikot wurde er im August und September 2014 jeweils zum Drittligaspieler des Monats gewählt. Bei seinen 36 Saisoneinsätzen erzielte er insgesamt 19 Treffer und traf zudem in drei DFB-Pokalspielen dreimal. Am Ende seiner zweiten Saison in Dresden stieg er mit Dynamo als Drittligameister in die 2. Bundesliga auf. Im März 2016 wurde sein Hackentreffer im Ligaspiel gegen Hansa Rostock zum Tor des Monats gekürt. Mit seinen 23 Treffern in 38 Ligaspielen hatte er nicht nur maßgeblichen Anteil am Erfolg seiner Mannschaft, sondern wurde auch als Torschützenkönig ausgezeichnet. Zudem wurde er zum Drittligaspieler des Jahres gewählt.
Zur Saison 2016/17 wurde Eilers ablösefrei vom Bundesligisten Werder Bremen verpflichtet. Der Vertrag hatte eine Laufzeit von drei Jahren. Wegen einer Hüftverletzung und einer darauf folgenden Leistenoperation konnte er sein erstes Spiel erst am 5. Februar 2017 für die zweite Mannschaft in der 3. Liga gegen Fortuna Köln bestreiten. Einen Spieltag vor Saisonende zog er sich im Training einen Kreuzbandriss zu.
Nach der Saison 2017/18 wechselte Eilers, ohne ein Spiel für die erste Mannschaft von Bremen absolviert zu haben, in die griechische Erste Liga zum Hauptstadtklub Apollon Smyrnis. Er absolvierte für diesen jedoch nur ein Pflichtspiel und löste im Dezember 2018 seinen Vertrag wieder auf. Seitdem war er ohne Verein und hielt sich in seiner Heimat Braunschweig mit einem Personal-Trainer fit.
Der Drittligist Sportfreunde Lotte nahm den Stürmer im Januar 2019 bis Saisonende unter Vertrag. Mit den Sportfreunden stieg Eilers, nachdem er verletzungsbedingt nur zu zwei Einsätzen gekommen war, zum Saisonende jedoch als Tabellenachtzehnter in die Regionalliga West ab.
Im September 2020 unterschrieb Eilers beim Drittliga-Aufsteiger SC Verl einen Einjahresvertrag mit anschließender Option. Nach einem Jahr in Verl wechselte er innerhalb der 3. Liga zum Halleschen FC. Dort blieb Eilers eine weitere Saison, bevor er im August 2022 in die Fußball-Regionalliga Nordost zu Germania Halberstadt wechselte. Im Juli 2023 schloss Eilers sich dem Landesligisten MTV Gifhorn an.

## Erfolge und Auszeichnungen
Vereinserfolge
- Meister der 3. Liga: 2016 (mit Dynamo Dresden)
- Meister der Oberliga Niedersachsen: 2012 (mit dem Goslarer SC 08)

Persönliche Auszeichnungen
- Torschützenkönig der 3. Liga: 2015/16 (23 Treffer)
- Spieler des Jahres der 3. Liga: 2015/16
- Spieler des Monats der 3. Liga: August 2014, September 2014
- Spieler des Spieltags der 3. Liga: 6× 2015/16 (1., 8., 9., 14., 15., 37. Spieltag)[22]
- Torschütze des Monats: März 2016[23]